# Die Erzählung des Obergärtners

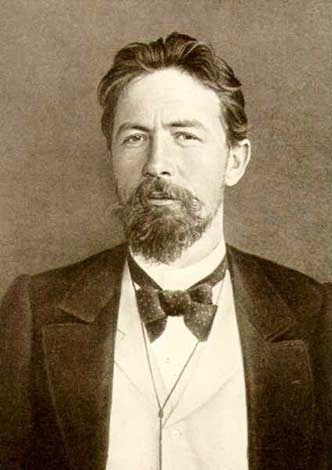
Anton Tschechow

Die Erzählung des Obergärtners (russisch Рассказ старшего садовника, Rasskas starschewo sadownika) ist eine Kurzgeschichte des russischen Schriftstellers Anton Tschechow, die am 25. Dezember 1894 in der Moskauer Russischen Zeitung erschien.
Reinhold Trautmann übertrug den Text 1947 ins Deutsche. 1904 war die kleine Erzählung ins Bulgarische (Разказ на главния градинар) und 1908 ins Englische (The Head Gardener's Tale) übersetzt worden.

## Inhalt
Der Schwede Michail Karlowitsch, Gärtner in der Orangerie des Grafen N., erzählt seinen Kunden, die im April bei ihm Pflanzen kaufen, eine Geschichte, die er von seiner Großmutter väterlicherseits hat.
In einem Städtchen ließ sich ein älterer, einsamer Gelehrter namens Thomson oder Wilson nieder. Der Mann machte sich dort als hervorragender Heiler verdient. Als dieser hochgeachtete Mann ermordet worden war, konnte sich keiner im Städtchen die Tat erklären. Uneigennützig hatte der Umgebrachte zu Lebzeiten Kranken aus allen Bevölkerungsschichten unentgeltlich geholfen. Als der Mörder gefunden ist, pocht die Bevölkerung auf Bestrafung. Als der Vorsitzende Richter das Todesurteil sprechen soll, überrascht er die Anwesenden mit seiner Weigerung, die er so begründet: Der Angeklagte kann kein Mörder sein, weil es keinen Menschen geben kann, der den verdienstvollen Mediziner umgebracht haben könnte.
Die Menge besinnt sich und ist schließlich für Freispruch. Der Angeklagte wird freigelassen.
Der Schwede zitiert noch seine oben erwähnte Großmutter: „Und Gott verzieh um dieses Glaubens an den Menschen willen allen Bewohnern des Städtchens ihre Sünden.“

## Zensur
Aus Rücksicht auf die Zensur hatte die Redaktion der Russischen Zeitung folgenden Passus aus Anton Tschechows Manuskript gestrichen: „An Gott zu glauben ist nicht schwer. An ihn glaubten auch die Inquisitoren, ebenso wie Biron und Araktschejew. Nein, an den Menschen müssen Sie glauben!“

## Rezeption
Zur Mäeutik des christlichen Motivs: Der Text gilt als Beitrag Anton Tschechows zur christlich motivierten Polemik über Gerechtigkeit, insbesondere über die Todesstrafe in Russland in den letzten beiden Jahrzehnten des 19. Jahrhunderts.

## Deutschsprachige Ausgaben
- Anton Pavlovič Čechov: Das erzählende Werk in zehn Bänden. Diogenes Zürich 1976. Teil: Rothschilds Geige. Erzählungen 1893-1896. Aus dem Russischen von Gerhard Dick, Ada Knipper und Michael Pfeiffer. 334 Seiten, ISBN 978-3-257-20265-6 (enthält noch: Volodja der Große und Volodja der Kleine. Der schwarze Mönch. Weiberwirtschaft. Der Student. Der Literaturlehrer. Auf dem Gutshof. Die Erzählung des Obergärtners. Die Gattin. Anna am Halse. Weißstirnchen. Der Mord. Ariadna. Das Haus mit dem Zwischenstock)

### Verwendete Ausgabe
- Die Erzählung des Obergärtners. Aus dem Russischen übersetzt von Ada Knipper und Gerhard Dick, S. 448–453 in: Anton Tschechow: Weiberwirtschaft. Meistererzählungen, Band aus: Gerhard Dick (Hrsg.), Wolf Düwel (Hrsg.): Anton Tschechow: Gesammelte Werke in Einzelbänden. 582 Seiten. Rütten & Loening, Berlin 1966 (1. Aufl.)